# Amadou Albert Maiga
Pour les articles homonymes, voir Maïga.

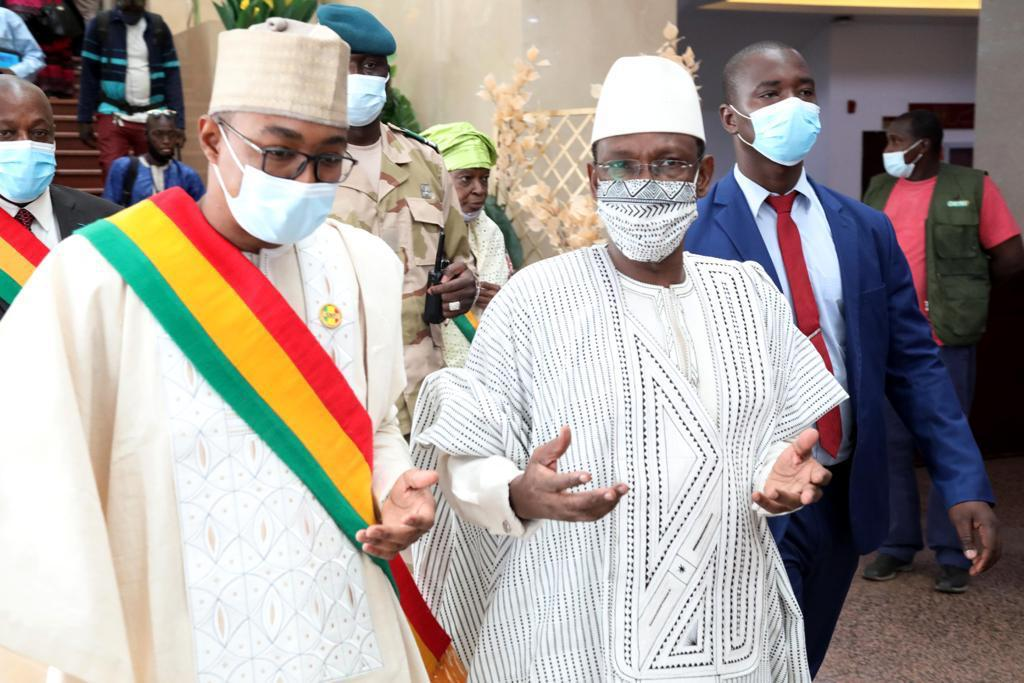
Amadou Albert Maiga (gauche) et Choguel Kokalla Maïga (droite)

Amadou Albert Maiga, né le 22 mars 1992 à Koulikoro en république du Mali, est un économiste et enseignant chercheur malien.
Il est membre du Conseil national de la transition dirigé par Malick Diaw depuis le 3 décembre 2021.

## Etudes et enseignement
Amadou Albert Maiga est docteur en sciences économiques politique. Enseignant vacataire à la faculté des sciences économiques et de gestion (FSEG) de Bamako, membre du comité scientifique du master d’économie appliquée au développement de la FSEG et de l’équipe pédagogique de macroéconomie.

### Parcours professionnel
Amadou Albert Maiga est membre du conseil national de transition du Mali depuis décembre 2021.  Premier  secrétaire parlementaire et membre de la commission des finances, de l’économie, du plan, de la promotion du secteur privé, des Industries et des mines,.

## Prix et reconnaissances
- Médaillé du mérite national du Mali.

## Galeries

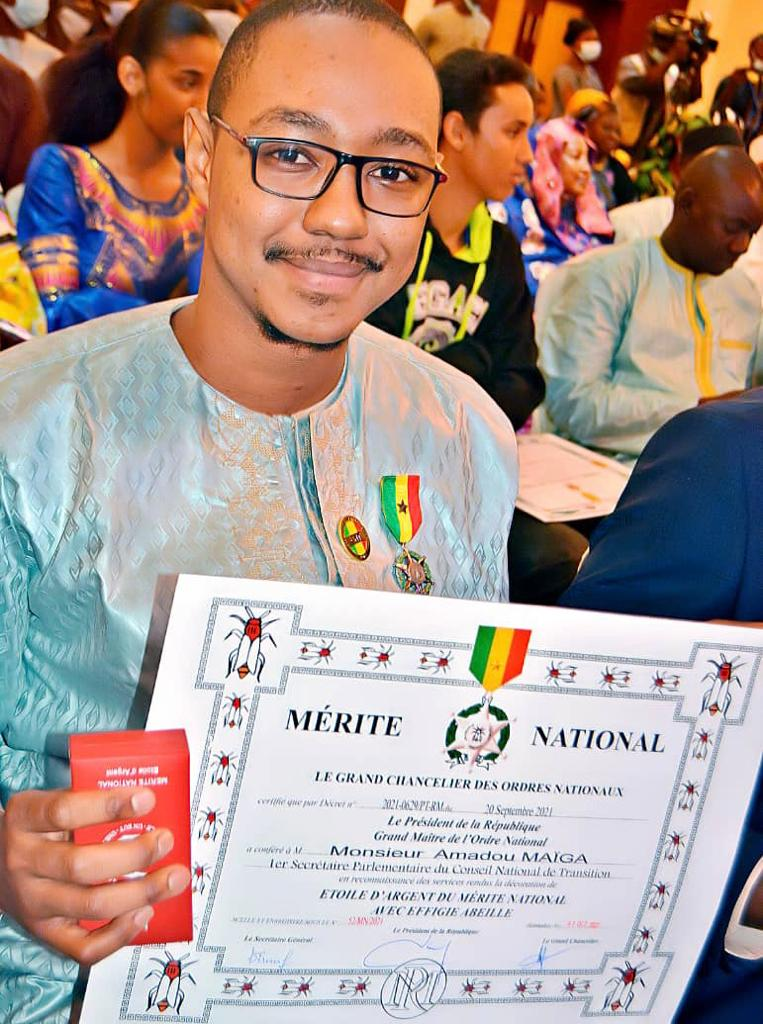
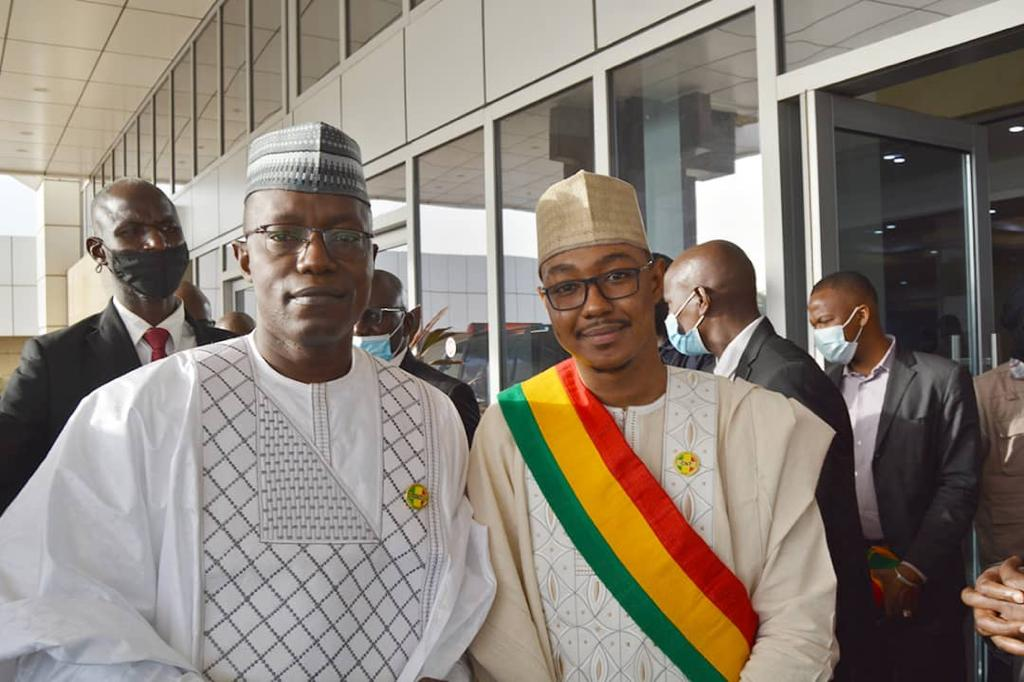
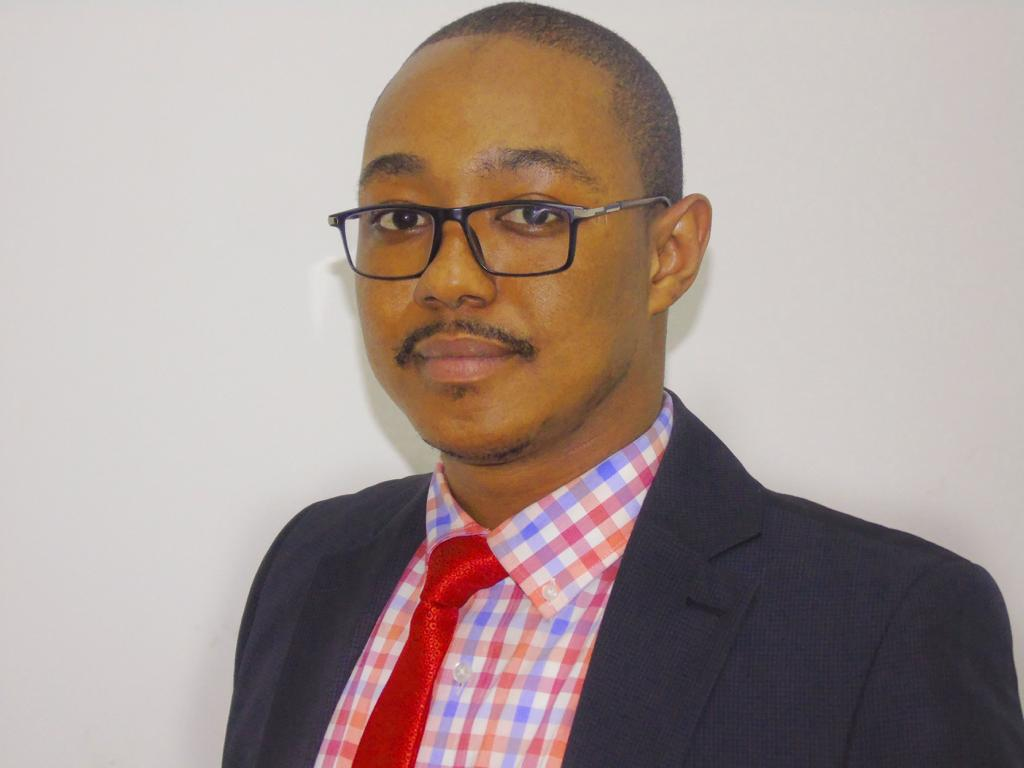